# Stibnit
Stibnit (Antimonit sau Stibină) cunoscut și sub numele de „sulfură de antimoniu”, este un mineral răspândit în natură, care face parte din clasa sulfurilor, având raportul sulf : metal (seleniu, telur) de 1:1. Mineralul cristalizează în sistemul ortorombic, având formula chimică Sb2S3, cu un habitus de cristale lungi, prismatice, aciculare, așezate radial, sau se poate prezenta sub formă de agregate masive de culoare cenușie plumburie.

## Proprietăți
Caracteristic cristalelelor de stibină este lungimea și forma aciculară, cu un luciu metalic. Acest luciu în contact mai îndelungat cu aerul devine mai mat și cu colorați diferite. Duritatea la cristalele după gradul de puritate poate fi pe scara Mohs între 2 și 2,5, cu o densitate de 4,6 - 4,7. 
Mineralul se poate confunda la variantele cu habitus neacicular cu galena, de care se deosebește prin punctul de topire mult mai scăzut.
Cristalele de stibină pot atinge o lungime între 60 cm (Japonia) și 100 cm (China)

## Istoric
Din punct de vedere etimologic numele mineralului este derivare din antimoniu - > antimonit.
Antimonitul sau stibina fiind cunoscută deja în antichitate de greci, fiind utilizat la obținerea bronzului și ca pudră cosmetică.

## Răspândire
Stibina se formează prin procese geologice hidrotermale (la temperaturi în jur de 100  °C) ca mineral de asociație cu cuarțul și aurul. 
Este frecvent însoțit de minereuri sulfitice și poate apare în rocile calcaroase.
Mineralul s-a găsit în cantități mai mari în provincia Hunan în China, Wolfsberg/Ostharz, în Germania, Shikoku în Japonia, Kadamdzhai în Kirghizstan, Baia Sprie, Herja și Băiuț în România,  Kremnica în Slovacia și Manhattan în SUA.

## Structura
Moleculele sulfurii de antimoniu formează lanțuri duble în direcția Axei - C, din cauza aceasta apare lungimea mare în comparație cu grosimea cristalelor și la fel această structură explică clivajul perfect al mineralului.

## Utilizare
Din punct de vedere economic mineralul are un conținut ridicat în antimoniu (cca.  71,4%.) Antimonul în natură în stare pură este foarte rar (0,00002% în scoarța terestră).
În industria metalurgică antimonul este folosit ca element de aliaj în creșterea durități oțelului, fiind de asemenea utilizat la baterii, sau în industria semiconductorilor. În anul 2003 principala țară exportatoare de stibină a fost China.